# Айак
Айак (арм. Հայակ) — ежегодная национальная кинопремия Армении, учреждённая в 2012 году Национальным киноцентром Армении и фондом развития кино. Вручалась в 2012—2014 годах за заслуги и успехи в области кинематографа.

## Основание
Национальная кинопремия «Айак» была учреждена в 2012 году по инициативе национального киноцентра Армении, а также фонда развития кино и фонда Orange-Armenia. Ежегодная национальная кинопремия обозревает художественные, документальные, мультипликационные фильмы, произведённые за период между кинофестивалями.
Премия направлена на развитие национального кинопроизводства, раскрытие новых имён, стимулирование зрителей, объединение кинодеятелей, поддержку новых проектов и сохранение лучших традиций армянского кино

## Регламент
Премия национального кино присуждалась в результате двух голосований. Первый этап — выбор жюри фильмов-номинантов, по 2-3 картины на каждую номинацию. Второй этап — выбор призёров. Для участия в конкурсе принимались:
- фильмы, произведенные в РА
- фильмы, снятые на армянскую тему
- фильмы, произведенные армянскими режиссёрами

Для участия в кинопремии принимались фильмы, созданные в период  между последней и предстоящей  кинопремиями.

## Номинации
В рамках национальной кинопремии «Айак» вручались призы в следующих номинациях:
- Лучший игровой фильм
- Лучший режиссёр
- Лучший оператор
- Лучший автор сценария
- Лучший художник
- Лучший композитор
- Лучшая актриса
- Лучшая актриса второго плана (с 2013)[3]
- Лучший актёр
- Лучшая актер второго плана  (с 2013)[3]
- Лучший короткометражный фильм
- Лучший документальный фильм
- Лучший анимационный фильм
- Лучший дебют или открытие года
- Лучший зарубежный фильм  (с 2013)[3]

Кроме основных номинаций присуждается специальная премия за заслуги в области развития армянского кино.

## Приз
На разработку приза премии был объявлен конкурс, в котором приняли участие 22 архитектора, дизайнера и художника. Победителем была признана актриса Изабелла Нерсисян. Приз представляет собой статуэтку высотой 42 сантиметра в виде соединения пальцев двух рук, постамент сделан из мрамора, сама скульптура из бронзы, покрытой эмалью и позолотой. Статуэтка получила название «Визир» (Айак), что является кинематографическим термином поиска кадра.

## 2012 год
Первая кинопремия была приурочена к 20-летию независимости Армении. В 2012 году, на суд жюри были представлены кинофильмы первых 20 лет существования независимой Армении(1991—2011 годы). В конкурсе приняли участие 92 фильма: 28 полнометражных, 22 короткометражных, 10 анимационных и 32 документальных. Специальной премии «За заслуги в области армянского кино» удостоены Сос Саргсян, Альберт Мкртчян, Арман Манарян, Левон Атоянц и Артавазд Пелешян.

### Лауреаты
- Лучший игровой фильм — «Глас вопиющий» (1991), реж. Виген Чалдранян
- Лучший режиссёр — Арутюн Хачатрян «Граница» (2009)
- Лучший оператор — Ваагн Тер-Акопян  «Документалист»[7] (или «Журналист»[5])(2003)
- Лучший автор сценария — Зорайр Халапян и Арнольд Агабабов «Где ты был, человек Божий?» (1992)
- Лучший художник — Вардан Седракян, «Не смотри в зеркало» (2009)
- Лучший композитор — Юрий Арутюнян , «Где ты был, человек Божий?» (1992)
- Лучшая мужская роль — Микаэл Погосян, «Ереван джан» (2002)
- Лучшая женская роль — Анна Элбакян, «Где ты был, человек Божий?» (1992)
- Лучший короткометражный фильм — «Ярушта» (2009), реж. Гагик Арутюнян
- Лучший документальный фильм — «Истории о днях войны и мира» (2007), реж. Вардан Ованнисян
- Лучший анимационный фильм — «Пришельцы» (1991), реж. Гаяне Мартиросян
- Лучший дебют — «Сплетённые параллели» (2009), реж. Ованнес Галстян